# Обершајнфелд
Обершајнфелд (њем. Oberscheinfeld) град је у њемачкој савезној држави Баварска. Једно је од 38 општинских средишта округа Нојштат ан дер Ајш-Бад Виндсхајм. Према процјени из 2010. у граду је живјело 1.247 становника. Посједује регионалну шифру (AGS) 9575157.

## Географски и демографски подаци
Обершајнфелд се налази у савезној држави Баварска у округу Нојштат ан дер Ајш-Бад Виндсхајм. Град се налази на надморској висини од 331 метра. Површина општине износи 42,3 km². У самом граду је, према процјени из 2010. године, живјело 1.247 становника. Просјечна густина становништва износи 30 становника/km².